# Ван Леннеп, Норман
Норман Виллем ван Леннеп (нидерл. Norman Willem van Lennep; 20 сентября 1872, Амстердам — 29 сентября 1897) — голландский шахматист и шахматный журналист. Один из самых перспективных шахматистов Нидерландов конца XIX века.
Родился в Амстердаме в обеспеченной семье. Рано бросил учебу и занялся шахматами. Стал секретарем Королевской шахматной федерации Нидерландов. Издавал собственный журнал. В 1893 году вошел в число лидеров голландских шахмат, победив в матче А. ван Фореста и дважды сведя вничью матчи с Р. Ломаном. Звание мастера получил в 1894 году после победы в побочном турнире 9-го конгресса Германского шахматного союза. В 1895 году приехал в Гастингс для участия в международном турнире, но был оставлен организаторами в числе резервистов. Освещал ход турнира в качестве корреспондента собственного журнала. В 1897 году выиграл матч у Д. Блейкманса и небольшой, но крепкий по составу турнир (играли также Блейкманс, Треслинг и А. ван Форест).
Отец ван Леннепа был категорически против увлечения сына и угрожал ему лишением наследства, требуя, чтобы ван Леннеп нашел постоянную работу и женился. Видимо, отец привел свою угрозу в исполнение, поскольку ван Леннеп год провел в Англии, а вскоре по возвращении в Нидерланды покончил с собой, бросившись в Северное море с борта корабля.

## Спортивные результаты
| Год  | Город       | Соревнование                                                | + | − | = | Результат | Место |
| ---- | ----------- | ----------------------------------------------------------- | - | - | - | --------- | ----- |
| 1891 | Амстердам   | Матч с Х. Й. ден Хертогом                                   |   |   |   |           |       |
| 1892 | Схевенинген | Турнир голландских шахматистов                              |   |   |   |           |       |
| 1893 | Амстердам   | Матч с А. ван Форестом                                      | 3 | 0 | 2 | 4 : 1     |       |
|      | Амстердам   | 1-й матч с Р. Ломаном                                       | 2 | 2 | 0 | 2 : 2     |       |
|      | Амстердам   | 2-й матч с Р. Ломаном                                       | 1 | 1 | 1 | 1½ : 1½   |       |
| 1894 | Лейпциг     | 9-й конгресс Германского шахматного союза (побочный турнир) |   |   |   |           | 1     |
| 1897 | Амстердам   | Матч с Д. Блейкмансом                                       | 3 | 0 | 0 | 3 : 0     |       |
|      | Амстердам   | Турнир голландских шахматистов                              |   |   |   |           | 1     |